# پزشک خانوادگی
پزشک خانوادگی (اسپانیایی: Médico de familia‎) یک برنامه تلویزیونی به زبان اسپانیایی است که در سال ۱۹۹۵ تا ۱۹۹۹ پخش شد. این مجموعه همچنین در کشورهای آلمان، ایتالیا، فنلاند، پرتغال، روسیه و بلژیک نیز پخش شد.